# Железнодорожная линия Эглайне — Даугавпилс
Железнодорожная линия Эглайне — Даугавпилс — однопутная неэлектрифицированная железнодорожная линия протяжённостью 36 километров. Проходит по территории Даугавпилсского и Илукстского краёв Латвии от города Даугавпилс до границы с Литвой. На территории Литвы линия ведёт через Паневежис до Радвилишкис, где соединяется с линией Шяуляй — Вильнюс.

## История
Линию, соединившую Радвилишкис со станцией Грива (в то время — Калкуны) Петербурго-Варшавской железной дороги, построило общество Либаво-Роменской железной дороги. Линия открыта 1 ноября 1873 года. Со времён окончания Первой мировой войны до 1941 года линия эксплуатировалась с европейской колеёй. Во время Второй мировой войны на линии были оборудованы разъезды Свентенвалде и Селоне, просуществовавшие недолго. В советское время линия была перешита на колею 1524 мм и по ней курсировали пассажирские поезда Даугавпилс — Шяуляй и Москва — Калининград. Маршрут Даугавпилс — Шяуляй существовал до 1998 года. В наши дни (2014 год) пассажирское сообщение по линии на территории Латвии не осуществляется.
Станция Грива, бывшая ранее конечной станцией линии, ныне ей не принадлежит, но имеет прямое соединение с ней через путевой пост 5 км.

## Станции и остановочные пункты
Станции (8): Эглайне — Илуксте — 191 км — 192 км — 7 км — 5 км — 3 км — Даугавпилс

## Закрытые станции и остановочные пункты
- Свента